# Sauvignac
Sauvignac is een gemeente in het Franse departement Charente (regio Nouvelle-Aquitaine) en telt 100 inwoners (2009). De plaats maakt deel uit van het arrondissement Cognac.

## Geografie
De oppervlakte van Sauvignac bedraagt 11,3 km², de bevolkingsdichtheid is dus 8,8 inwoners per km².
De onderstaande kaart toont de ligging van Sauvignac met de belangrijkste infrastructuur en aangrenzende gemeenten.

## Demografie
Onderstaande figuur toont het verloop van het inwonertal (bron: INSEE-tellingen).